# Online Film Critics Society
Die Online Film Critics Society ist ein internationaler Berufsverband von Online-Filmjournalisten, Historikern und Wissenschaftlern, die ihre Arbeiten im World Wide Web veröffentlichen. Die Organisation wurde im Januar 1997 von Harvey Karten gegründet, einem frühen Online-Kritiker, der entdeckte, dass die Mitgliedschaft im New York Film Critics Circle nur Journalisten offen stand, die für Zeitungen und Zeitschriften arbeiteten. Die Aufgabe der OFCS ist es, für eine höhere Anerkennung der Arbeit von Online-Kritikern zu sorgen.